# Picco dei Tre Signori
Il Picco dei Tre Signori (3.499 m s.l.m. - Dreiherrenspitze in tedesco) è una montagna degli Alti Tauri nelle Alpi dei Tauri occidentali. Si trova lungo la linea di confine tra l'Italia (Regione Trentino-Alto Adige) e l'Austria (regioni del Tirolo e Salisburghese).

## Toponimo
Il nome, attestato già nel 1501 come Dreyerherrnspitz e nel 1770 come Drey Herrn Spiz, deriva dal fatto che per secoli è stato il confine naturale tra i domini dei vescovi di Salisburgo, dei conti del Tirolo alternativamente con i vescovi di Bressanone e dei conti di Gorizia. Non è escluso infine che la vicinanza della chiesetta di Santo Spirito (Heilig-Geist-Kapelle) di Predoi con il suo patrocinio della Trinità, chiamata nel dialetto sudtirolese pa di drai Heang ("presso i tre signori") abbia a sua volta determinato il nome del massiccio.

## Ascensione alla vetta
Si può salire sulla vetta partendo da Predoi e Casere, passando per il Rifugio Brigata Tridentina (Birnlückenhütte) a 2.441 m e percorrendo uno dei più bei sentieri altomontani delle Alpi.
Attraverso il passo Forcella del Picco, appena sotto la vetta, si accede facilmente al Salisburghese.